# Federale Parlementaire Vergadering

Wapen van Ethiopië

De Federale Parlementaire Vergadering (Amhaars: የፌደራል ፓርላማ, Yefēderal Parlama) is het tweekamerparlement van Ethiopië en werd gecreëerd na het aannemen van de Ethiopische grondwet in 1995. Het parlement wordt soms ook wel Shengo (ሸንጎ) genoemd, maar dat is eigenlijk de benaming van het oude parlement (zie hieronder).
- Huis van Volksafgevaardigden (Amhaars: የሕዝብ ተወካዮች ምክር ቤት, yehizb tewekayoch mekir bet) - lagerhuis, 547 leden;
- Huis van de Federatie (Amhaars: የፌዴሬሽን ምክር ቤት, Yefedereshn Mekir Bet) - hogerhuis, 112 leden.

## Geschiedenis

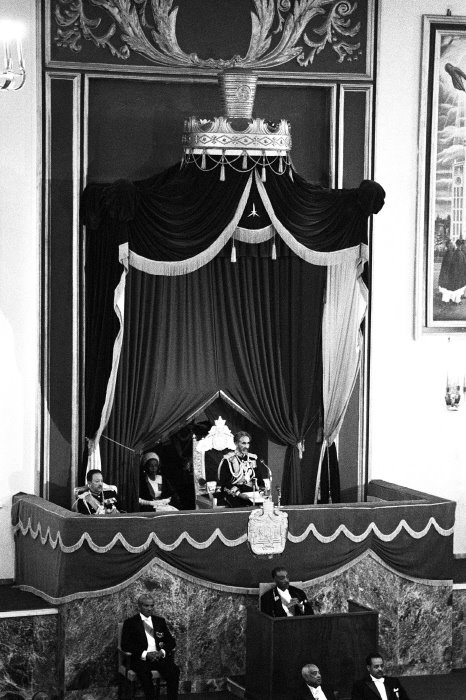
Keizer Haile Selassie in het parlement (Senaat?)

In 1931 kreeg Ethiopië voor het eerst een parlement bestaande uit twee Kamers, de Senaat (hogerhuis) en de Kamer van Afgevaardigden (lagerhuis). Beide Kamers van het parlement werden gedomineerde door de feodale adel, staatsambtenaren en militairen. De bezetting van Ethiopië door Italië maakte in de periode 1936-1941 een voorlopig einde aan het parlement. Een grondwetsherziening in 1955 breidde de invloed van het parlement iets uit, maar zolang het parlement bevolkt werd door edelen en aanhangers van de keizer was de invloed van het gewone volk zeer gering.
Na de staatsgreep van 1974 werden de beide Kamers van het parlement ontbonden en werd door de regerende junta, de Dergue onder leiding van generaal Mengistu Haile Mariam, een voorlopig parlement ingesteld dat echter verstoken bleef van enige invloed. Met de stichting van de Democratische Volksrepubliek Ethiopië in 1987 kreeg de communistische staat tevens een nieuw eenkamerparlement, de Shengo (ሸንጎ), die uit 835 leden bestond die werden gekozen voor een periode van vijf jaar. Dit parlement bestond uit leden van de communistische Arbeiderspartij van Ethiopië en onafhankelijke sympathisanten. Het communistisch regime werd in 1991 na een lange en bloedige burgeroorlog ten val gebracht en de Shengo werd ontbonden. In 1995 ontstond het huidige tweekamerparlement.
Het huidige parlement wordt volledig gedomineerd door de Welvaartspartij, de opvolger van het Ethiopisch Volksrevolutionair Democratisch Front.